# Кловский, Рафаил Львович
Рафаил Львович Кловский (3 июня 1935, Харьков — 4 ноября 2020, Нью-Йорк, Нью-Йорк) — советский шахматист и тренер, мастер спорта СССР (1966).
Выпускник Харьковского строительного института.
Воспитанник Александра Мацкевича.
Много лет жил в Кишиневе. Трехкратный серебряный призер чемпионатов Молдавской ССР (1962, 1969, 1975 гг.), трехкратный чемпион ДСО «Молдова» (1965, 1970, 1972 гг.).
В составе сборной Молдавской ССР участник командного чемпионата СССР 1972 г. В составе сборной ДСО «Молдова» участник командных чемпионатов СССР 1966 и 1968 гг.
Занимался тренерской работой. Среди учеников — гроссмейстеры Игорь Новиков, Александр Чернин, Михаил Фейгин, Анжелина Белаковская, Анна Хан, М. Фиерро.
С 1993 года жил в США.

## Спортивные результаты
| Год         | Город     | Соревнование                                                      | + | − | = | Результат | Место |
| ----------- | --------- | ----------------------------------------------------------------- | - | - | - | --------- | ----- |
| 1962        | Кишинев   | Чемпионат Молдавской ССР                                          |   |   |   |           | 2—3   |
| 1965        |           | Чемпионат ЦС ДСО «Молдова»                                        |   |   |   |           | 1     |
| 1966        | Москва    | Командный чемпионат СССР («Молдова», 3-я доска)                   | 3 | 3 | 4 | 5 из 10   |       |
| 1968        | Рига      | Командный чемпионат СССР («Молдова», 2-я доска)                   |   |   |   | 3½ из 11  |       |
| 1968 / 1969 | Тирасполь | Чемпионат Молдавской ССР                                          |   |   |   |           | 2     |
| 1970        |           | Чемпионат ЦС ДСО «Молдова»                                        |   |   |   |           | 1     |
| 1972        |           | Чемпионат ЦС ДСО «Молдова»                                        |   |   |   |           | 1     |
|             | Москва    | Всесоюзная шахматная олимпиада (сборная Молдавской ССР, запасной) |   |   |   | 3 из 6    |       |
| 1975        | Кишинев   | Чемпионат Молдавской ССР                                          |   |   |   |           | 2     |